# Băbeni
Băbeni là một thị trấn thuộc hạt Vâlcea, România. Dân số thời điểm năm 2002 là 9518 người.